# پلاتینی
پلاتینی، رنگی است که ته‌رنگ فلزی آن خاکستری مایل به سفید کم‌رنگ است که شبیه به فلز پلاتین است.
نخستین استفاده ثبت‌شده از پلاتینی به عنوان نام رنگ در انگلیسی در سال ۱۹۱۸ بود.

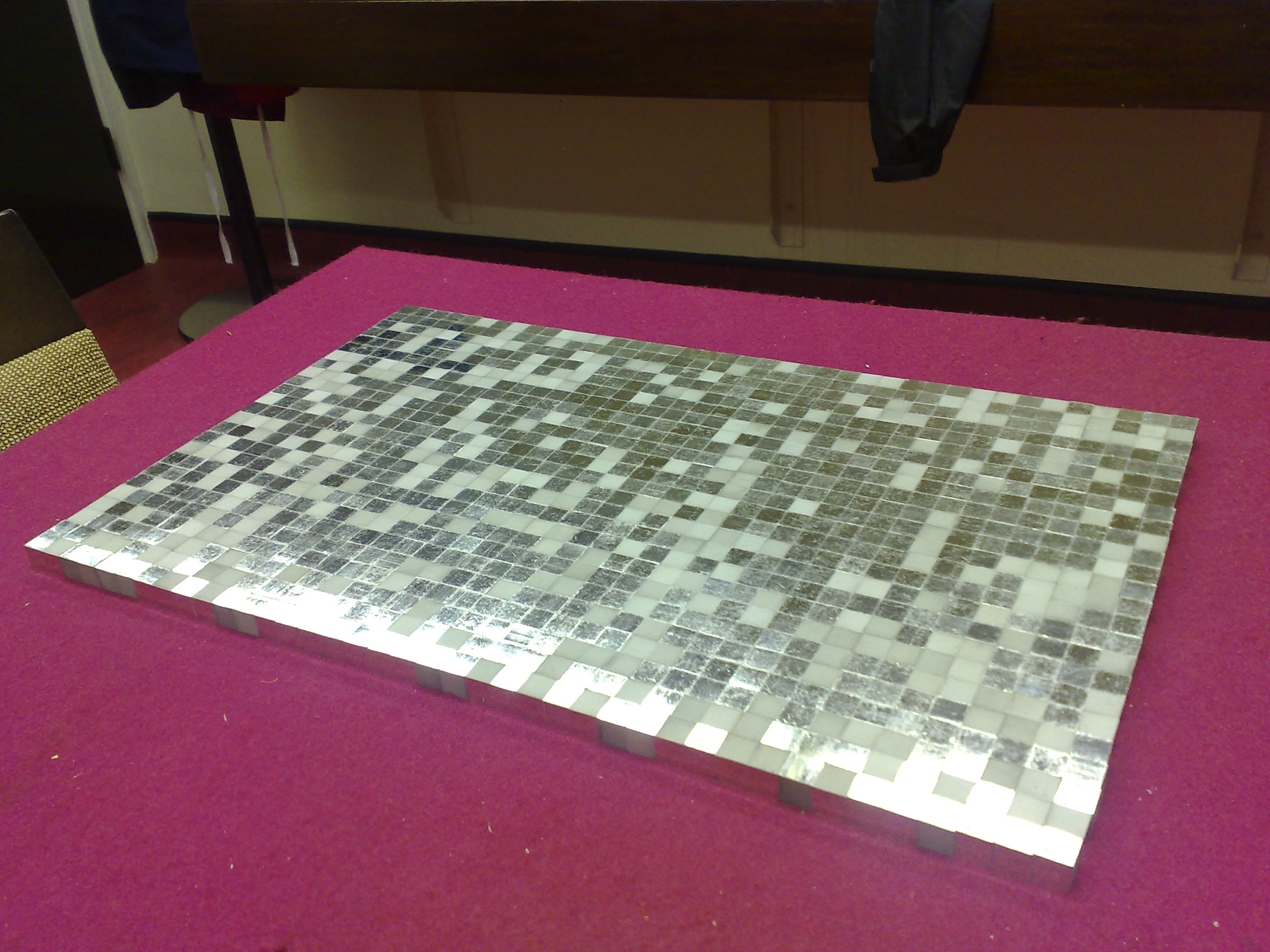
۱۰۰۰ سانتی‌متر مکعب (یک لیتر) از ۹۹٫۹٪ پلاتین خالص، به ارزش تقریبی. ۹۱۰۰۰۰ دلار آمریکا به قیمت ۳۰ اکتبر ۲۰۰۹.